# Peter Cassirer
Peter Cassirer, född 26 juni 1933 i Berlin, Tyskland, död 9 oktober 2020 i Älvsborgs distrikt i Göteborgs kommun, var en svensk språkvetare.
Cassirer kom 1938 till Sverige tillsammans med sina föräldrar Vera och Georg Cassirer på flykt undan nazismen i Tyskland. Hans farfar, filosofen Ernst Cassirer, var vid den tiden professor vid Göteborgs högskola.
Cassirer tog studenten vid Göteborgs högre samskola och försökte göra karriär inom operan, men bytte spår och sökte sig istället till universitetsvärlden, där han 1970 disputerade för filosofie doktorsgrad på avhandlingen Deskriptiv stilistik. Hans lärobok Stilanalys (1972) har med många senare upplagor blivit en väl använd bok vid universiteten.  Cassirer blev docent i nordiska språk vid Göteborgs universitet. Mot slutet av 1970-talet började Cassirer intressera sig allt mer för retorik, och grundade tillsammans med professor Stina Hansson den ideella föreningen Retorikcentrum, och han anordnade också, tillsammans med professor Kurt Johannesson, den första officiella plattformen i Sverige för retorikforskare.